# Брюстер, Уильям (орнитолог)
Уильям Брюстер (1851—1919) — американский орнитолог, натуралист и ранний защитник окружающей среды. Один из основателей Американского орнитологического союза.

## Биография
Уроженец Массачусетса. Имел проблемы со зрением. В последнем классе школы мать даже вынуждена была зачитывать ему уроки вслух, затем плохое зрение помешало молодому человеку поступить в Гарвард. В возрасте примерно 10 лет подружился с Честером Даниэлем Френчем, тогда тоже ещё мальчиком. Его отец был охотником и таксидермистом-любителем, продемонстрировавшим юному Уильяму свои навыки. Отец Брюстера снабдил сына ружьем и научил его стрелять, что позволило добывать птиц для изучения (обычное явление в XIX веке). К 1865 году у него уже была коллекция, включавшая также гнёзда и яйца пернатых. Брюстер детально записывал свои наблюдения, что продолжал делать до конца жизни. Чтобы поощрить его интерес, отец подарил сыну Одюбонов Ornithological Biography..
С 1880 работал ассистентом, ответственным за коллекцию птиц Бостонского общества естественной истории. С 1885 стал куратором млекопитающих и птиц Музея сравнительной зоологии при Гарвардском университете, где проработал до конца жизни. Много времени он посвящал и собственному частному орнитологическому музею. В 1896—1913 Брюстер являлся президентом Одюбоновского общества Массачусетса. Эта группа, более половины членов которой были женщинами, успешно лоббировала принятие местных природоохранныех законов.
Именем Уильяма Брюстера названа мемориальная медаль, присуждаемая Американским орнитологическим союзом.

## Работы

### Опубликованные
- Bird Migration (1886)
- Birds of the Cape Regions of Lower California (1902)
- Birds of the Cambridge Region of Massachusetts (1906)

Также учёный опубликовал более 300 статей.

### Не опубликованные
Архивы Брюстера в значительной степени оцифрованы и доступны через Biodiversity Heritage Library.